# Wojciech Sowiński
Wojciech Albert Sowiński (ur. 1803 lub 1805 we wsi Łukaszówka na Podolu, zm. 5 marca 1880 w Paryżu) – polski pianista, kompozytor i publicysta muzyczny. Bratanek gen. Józefa Sowińskiego i stryj poety Leonarda Sowińskiego.

## Życiorys
Uczył się w Wiedniu pod kierunkiem Carla Czernego (fortepian), A. Jiroveca i Leidesdorfa (kompozycja). W 1828 wyjechał na dalsze studia do Włoch, następnie przeniósł się do Paryża gdzie pracował jako nauczyciel muzyki.

## Twórczość
Główną zasługą Sowińskiego były starania o zaznajomienie cudzoziemców ze skarbami melodii narodowych i dziejami sztuki polskiej.
Utwory:
- opera komiczna Le Modèle
- opera Złote Gody
- oratorium Poświęcenie Abrachama
- Missa brevis
- Msza uroczysta
- Symfonia e-moll
- Koncert fortepianowy
- motety, pieśni, miniatury fortepianowe
- muzyka do pieśni Hymn do miłości Ojczyzny[4]

Prace teoretyczne:
- Słownik muzyków polskich (Paryż 1874) – przekład z jęz. francuskiego